# 遂意乡
遂意乡，是中华人民共和国广西壮族自治区来宾市忻城县下辖的一个乡镇级行政单位。

## 行政区划
遂意乡下辖以下地区：
朝公村、板桐村、联堡村、遂意村、琼古村、兰甲村、加龙村、加北村、南康村、弄饶村、弄江村和增仰村。